# الملابس الكازاخية

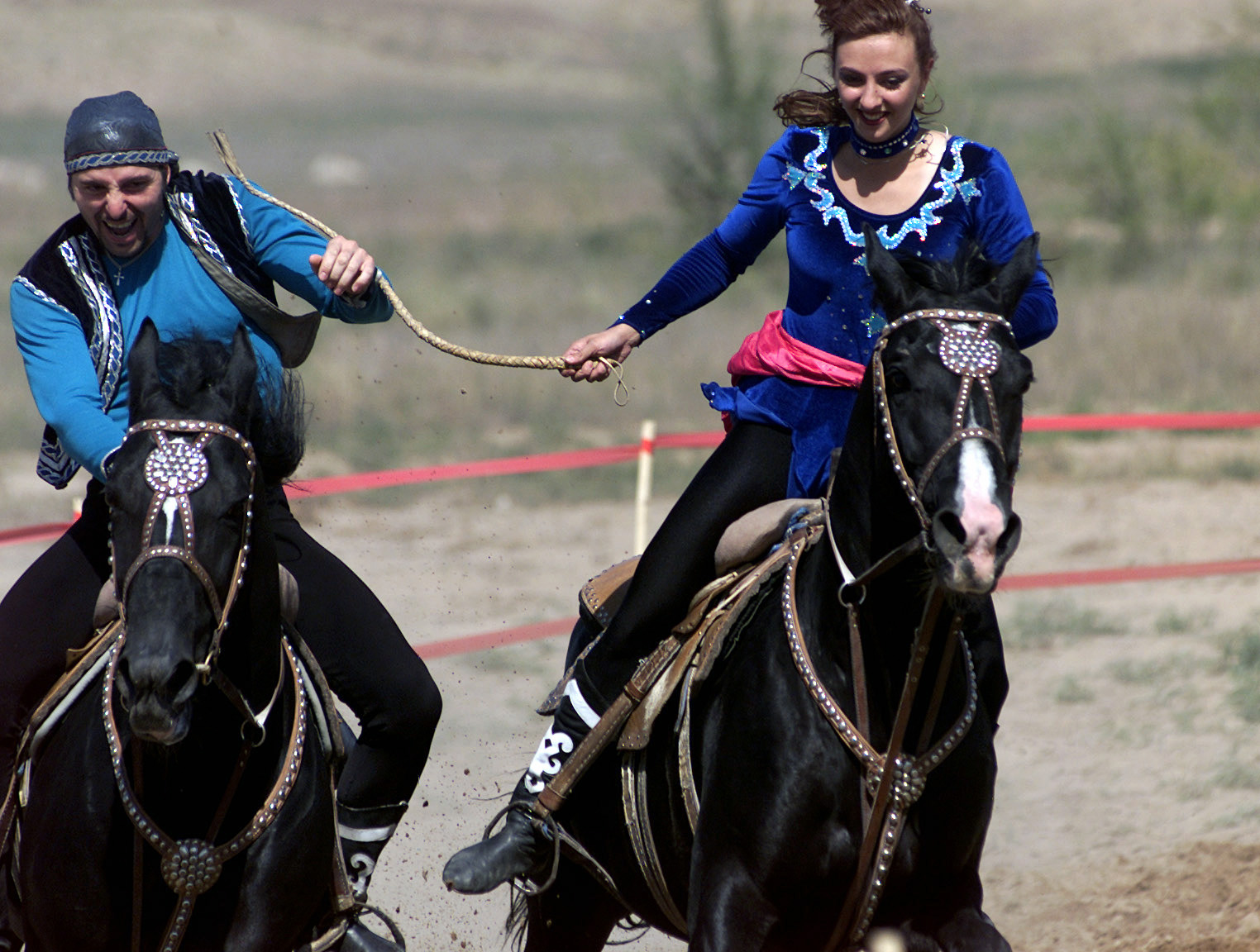
رجل كازاخستاني يلاحق امرأة بالزي التقليدي

الملابس الكازاخستانية، التي يرتديها الشعب الكازاخستاني، غالبًا ما تكون مصنوعة من مواد مناسبة للمناخ القاسي في المنطقة ونمط حياة البدو الرحل. وهي مزينة عادة بزخارف متقنة مصنوعة من مناقير الطيور وقرون الحيوانات والحوافر والأقدام. على الرغم من أن الكازاخيين المعاصرين يرتدون عادة الملابس الغربية، إلا أن الشعب التركي يرتدي ملابس تقليدية في الأعياد والمناسبات الخاصة.